# Euscelidia pallasii
Euscelidia pallasii là một loài ruồi trong họ Asilidae. Euscelidia pallasii được Wiedemann miêu tả năm 1818.